# Michal Bosák
Michal Bosák (10. prosince 1869 Okrúhle – 18. února 1937 Scranton) byl slovenský bankéř rusínského původu a krajanský pracovník, dlouhodobě žijící a působící v USA.

## Životopis

### Mládí
Navštěvoval základní školu v Radomě. Potom pracoval u rodičů. Roku 1886 odešel do USA, kde se usadil ve státě Pensylvánie. Nejprve pracoval jako horník v Hazletonu, od roku 1890 pracoval jako rozvážeč piva ve Freedlandu. Roku 1893 se usadil v Olyphantu, kde si otevřel vlastní hospodu, později velkoobchod s vínem. Ve volném čase si doplňoval vzdělání a získával si důvěru slovenských přistěhovalců, kteří se na něj obraceli s pomocí, zejména při finančních transakcích a zajišťování lodních lístků.

### Bankovnictví
V roce 1897 založil soukromou banku Michael Bosak Private Bank a agenturu lodních společností. V roce 1902 se stal členem představenstva First National Bank v Olyphantu a za několik let i jejím prezidentem. Jako prezident banky se 25. června 1907 podepsal na americkou desetidolarovku. Roku 1908 se přestěhoval z Olyphantu do blízkého Scrantonu ai zde si otevřel soukromou banku a cestovní agenturu. Roku 1912 založil se Slováky Slavonic Deposits Bank ve Wilkes-Barre a čtyři roky byl jejím prezidentem. Roku 1915 založil vlastní banku Bosak State Bank ve Scrantone. Banka se stala největší slovenskou bankou v USA. Úspěchy jeho bank mu přinesly uznání amerických finančníků a členství ve správních radách starých amerických bank.

### Krajanské hnutí
Vedle bankovní a obchodní činnosti se angažoval v krajanském hnutí. Byl pokladníkem a později předsedou finanční komise První slovenské katolické jednoty. Během první světové války organizoval miliondolarovou sbírku „Na agitaci za samostatnost Slovenska“. Stal se jedním ze signatářů Pittsburské dohody z května 1918. Pracoval v mnoha krajanských spolcích. Od roku 1920 vydával časopis Slovenská obrana, který vycházel až do roku 1972. Byl spolutvůrcem Slovenské katolické Matice školní, jejímž předsedou byl v letech 1927–1929. V létě 1920 navštívil Slovensko a v rodné obci dal postavit školu s podmínkou, že v obci nebude hospoda. Přispěl vysokými částkami na válkou poškozený kostel ve Stropkově či na Červený kříž.

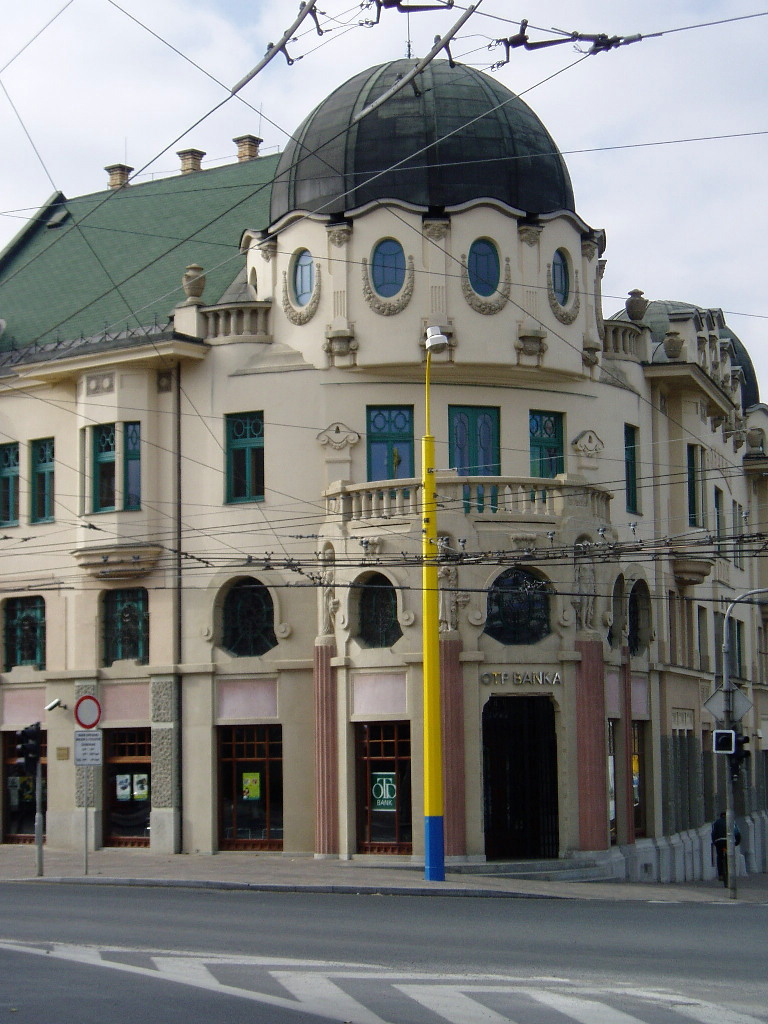
Budova bývalé filiálky Americko-slovenské banky v Prešově, známá také jako „Bosákova banka“.

31. srpna 1920 vznikla v Bratislavě Americko-slovenská banka, kde měla Bosak State Bank 60% podíl. Banka zahájila svou činnost s devíti filiálkami, později jich bylo 12. Budova filiálky v Prešově, postavená v secesním stylu, je dodnes známá jako „Bosákova banka“. V roce 1929 měly jeho finanční podniky hodnotu 12–15 milionů dolarů. Po vypuknutí hospodářské krize však roku 1931 zkrachovali. Těsně před smrtí se 3. února 1937 ještě zúčastnil přijetí delegace amerických Slováků prezidentem USA Franklinem D. Roosveltem.

### Úmrtí
Zemřel náhle 18. února 1937, v čekárně zubního lékaře, ve Scrantonu v Pensylvanii, ve věku 67 let. Pohřben byl ve městě Moscow v Pensylvanii.
Roku 1976 byl u příležitosti dvoustého výročí vzniku USA zařazen mezi čtrnáct nejvýznamnějších Slováků v amerických dějinách.